# バー (酒場)

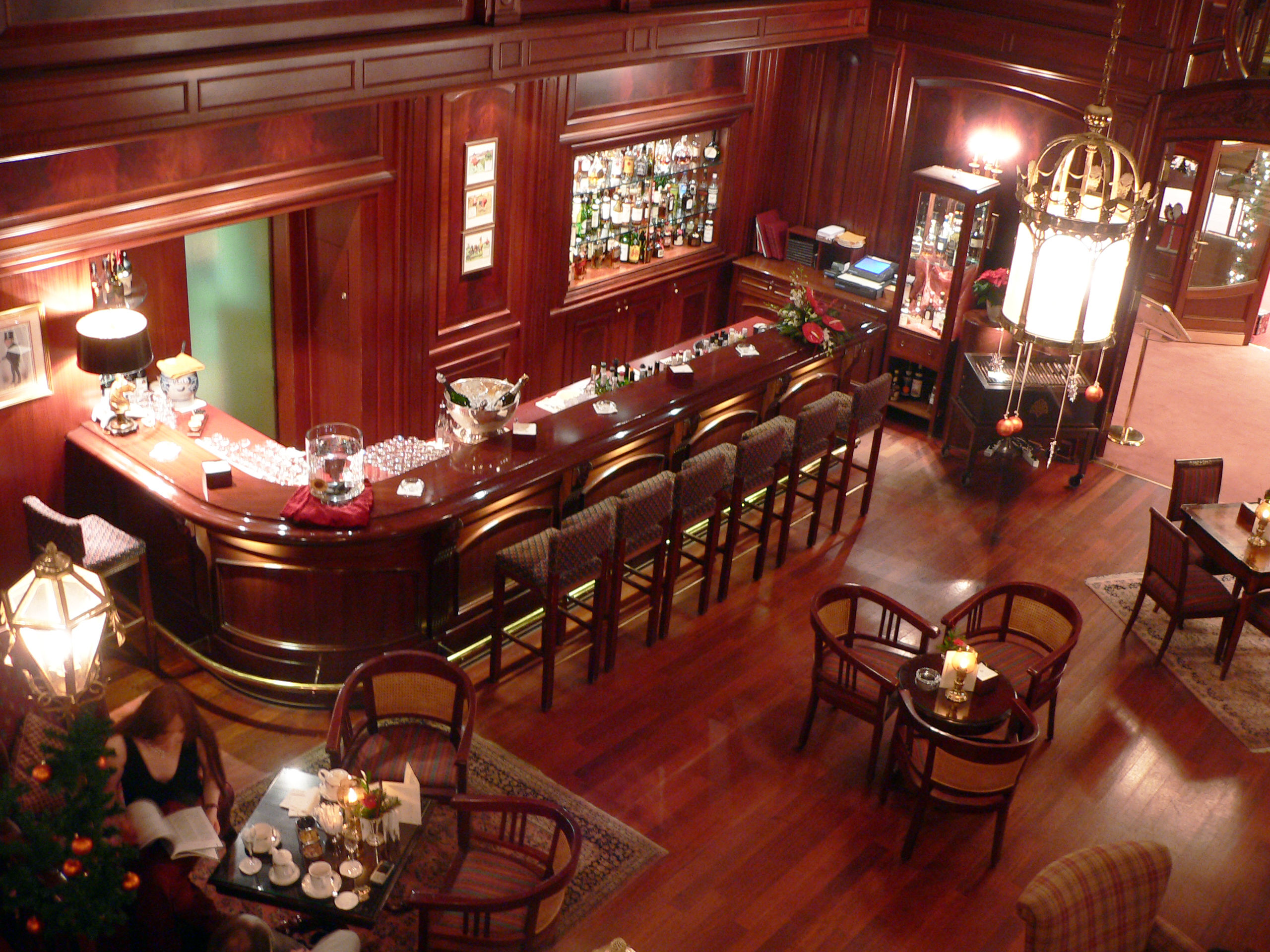
スイスのバー。この名で呼ばれるものの最も典型的な形式を持つ

バー（英：bar）とは、酒の味を楽しむことを目的とした、「最低限の接客」をしているだけの酒場、飲酒店のことである。イギリスではこのスタイルの酒場をパブと称する。類似呼称にパブがある。
- 日本で正しく「バー」の看板を掲げる場合は、カウンターでバーテンダーなどによるカクテルや水割りなど幅広い酒類を提供する店舗であること。最低限しか接客がなく純粋に酒の愉しみを提供する目的の酒場であることから深夜営業が認められている。

- 酒類を提供しつつ接待などのサービスや娯楽を供する店にも「バー」を名称に用いる場合が散見されるが、日本の風俗営業法では接待や接客がある場合は正統なバーではないとみなされ原則として夜0時以降の営業は認められない。

## 業態
日本では、ホテル内にあるバーや静かにお酒を楽しめるタイプの格式のある伝統的なバーのことを特に「オーセンティックバー」といい、グラス1杯ずつ提供するカウンターバーを、和製英語で「ショットバー」と称する。カクテル以外の酒類に特化した、ワインを提供する「ワインバー」、ビールを提供する「ビアバー」、焼酎の「焼酎バー」などもある。
その他、ビリヤード台を備える「プールバー」、ダーツを備える「ダーツバー」、スクリーンゴルフを備える「ゴルフバー」、などは遊興を楽しむ酒場としても利用される。スポーツ観戦用に大画面テレビなどを備える「スポーツバー」や「鉄道バー」、「ラジコンバー」、新宿ゴールデン街などで作家や出版社の編集者らが集う「文壇バー」、などのほか接客のあるバーでは「トリスバー」、「メイドバー」、「ガールズバー」、「ボーイズバー」、「シングルスバー」などがある。
オーセンティックバーが酒類を厳選して提供するように、物品を提供する施設もバーと呼ぶ場合がある。「酸素バー」は酸素を健康目的で提供する「設備」で飲酒遊興施設ではない。　また、アップルストアの「ジーニアスバー」のようにオーセンティックバーのような雰囲気のカウンターでサポートを行う施設もバーと呼ぶ。

## 語源
酒場としての「バー」の語源は諸説ある。下記はアメリカにおけるバーの歴史に結び付いた説である。
- カウンターの原形が横木であり、酔っぱらいが酒樽に近づいて勝手に呑むことを阻止するために用意された。
- 酒場の外に馬をつなぐための横木が備えられていたことから、客をカウンターにつないでおくという意味の隠語として広まった。
- 騎馬の時代が終わり横木が不要になったが酒場の店主が改装に際して横木をカウンターの下に置くと、「酔客らが片足をかけるのに丁度良い」と好評を得たことから広まった。

日本においては以下が加わる
- アメリカ由来の横木説に「倫理的な一線」という意味も含まれ、カウンターで店員と客を分ける倫理的な意味合いも持つ。